# Louis Wilkins
Louis Gary Wilkins, detto Lou (Bourbon, 10 dicembre 1882 – 6 aprile 1950), è stato un astista statunitense.
Prese parte ai Giochi olimpici di Saint Louis 1904 aggiudicandosi la medaglia di bronzo nel salto con l'asta grazie ad una misura di 3,35 m.

## Palmarès

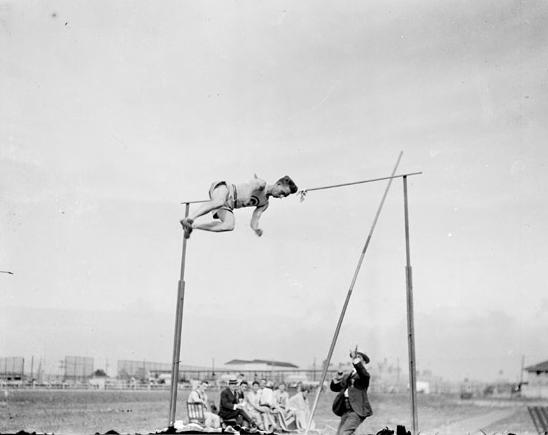
Wilkins impegnato nella gara di salto con l'asta ai Giochi di Saint Louis 1904, dove si classificò terzo.

| Anno | Manifestazione             | Sede        | Evento           | Risultato | Prestazione | Note |
| ---- | -------------------------- | ----------- | ---------------- | --------- | ----------- | ---- |
| 1904 | Giochi della III Olimpiade | Saint Louis | Salto con l'asta | Bronzo    | 3,35 m      |      |